# Levél
Levél is een plaats (község) en gemeente in het Hongaarse comitaat Győr-Moson-Sopron. Levél telt 1696 inwoners (2001).